# Sainte-Christine (Maine-et-Loire)
Pour les articles homonymes, voir Sainte-Christine.
Sainte-Christine est une ancienne commune française située dans le département de Maine-et-Loire,  en région Pays de la Loire.
Le 15 décembre 2015, elle est devenue une commune déléguée au sein de la commune nouvelle de Chemillé-en-Anjou.

## Géographie
Cette localité rurale de l’ouest de la France se situe dans les Mauges, sur la route D 762 qui va de Chalonnes-sur-Loire à Beaupréau.
Les Mauges sont un territoire du Maine-et-Loire situés à l'extrême sud-est du Massif armoricain, et délimités au nord par la Loire (fleuve) et à l'est par le Layon (rivière).
Sa superficie est de près de 10 km2 (952 ha) et son altitude varie de 53 à 124 mètres.
Son territoire est traversé par la rivière du Jeu.

## Toponymie et héraldique

### Héraldique
| Blason de Sainte-Christine | Blason  | Coupé: au 1er de gueules à la croix, le pied perronné de deux pièces d'or, mouvant de la partition et à deux épées d'argent passées en sautoir brochant sur la croix, au 2e d'azur à trois cotices ondées d'argent et à la roue de moulin d'or brochante. |
| Blason de Sainte-Christine | Détails | Le statut officiel du blason reste à déterminer. |

## Histoire
Au XVIIIe siècle la notabilité est fondée sur la reconnaissance publique. Les notables occupent des fonctions publiques et servent de caution morale devant le notaire.
En 1792, les élites traditionnelles ne se représentent pas aux élections, marquant leur refus de l'évolution politique et laissent la place à des notables plus modestes, mais appartenant aux mêmes réseaux. L'année suivante éclate une insurrection dans les Mauges, les guerres de Vendée. En janvier 1794, un bataillon républicain est battu par La Rochejaquelein en janvier entre Sainte-Christine et Neuvy. L'une des colonnes infernales du général Turreau, sous le commandement de l'adjudant général Moulin, partie des Ponts-de-Cé, incendiera la région dont Saint-Laurent-de-la-Plaine et Sainte-Christine.
L'insurrection vendéenne laisse la population très divisée, les élites commerçantes traditionnelles sont évincées par des hommes de la terre et la noblesse, qui investit des fonctions qu'elle dédaignait auparavant.
En 2014, un projet de fusion de l'ensemble des communes de l'intercommunalité se dessine. Le 2 juillet 2015, les conseils municipaux de l'ensemble des communes du territoire communautaire votent la création d'une commune nouvelle au 15 décembre 2015. Le 15 décembre 2015, la commune nouvelle de Chemillé-en-Anjou est créée et regroupe les 13 communes de l'ancienne Communauté de communes de la Région de Chemillé, dont Sainte-Christine, qui devient dès lors une commune déléguée.

## Politique et administration

### Administration municipale

#### Administration actuelle
Depuis le 15 décembre 2015, Sainte-Christine constitue une commune déléguée au sein de la commune nouvelle de Chemillé-en-Anjou, et dispose d'un maire délégué.
| Période                                  | Période   | Identité           | Étiquette | Qualité |
| ---------------------------------------- | --------- | ------------------ | --------- | ------- |
| 15 décembre 2015                         | mai 2020  | Maryse Secher      |           |         |
| mai 2020                                 | août 2022 | Christophe Gourdon |           |         |
| septembre 2022                           |           | Freddy Cailleau    |           |         |
| Les données manquantes sont à compléter. |           |                    |           |         |

#### Administration ancienne
| Période                                  | Période          | Identité                      | Étiquette | Qualité |
| ---------------------------------------- | ---------------- | ----------------------------- | --------- | ------- |
| 1896                                     | 1935             | Marcel Clémenceau de la Lande |           |         |
| 1935                                     | 1971             | Jacques Du Boispean           |           |         |
| 1971                                     | 1989             | Abel Boulestreau              |           |         |
| 1989                                     | 1995             | Gérard Raimbault              |           |         |
| mars 2001                                | mars 2008        | Jean-Marie Cailleau           |           |         |
| mars 2008                                | 14 décembre 2015 | Maryse Sécher                 |           |         |
| Les données manquantes sont à compléter. |                  |                               |           |         |

### Ancienne situation administrative
La commune était membre de la communauté de communes de la région de Chemillé. Cette structure intercommunale regroupait douze communes dont Neuvy, Saint-Lézin et Sainte-Christine. L'intercommunalité était membre du syndicat mixte Pays des Mauges, structure administrative d'aménagement du territoire qui regroupait sept communautés de communes : Bocage, Champtoceaux, Montrevault, St-Florent-le-Vieil, Centre-Mauges, région de Chemillé et Moine-et-Sèvre. La communauté de communes cesse d'exister le 15 décembre 2015 et ses compétences sont transférées à la commune nouvelle de Chemillé-en-Anjou.
Sainte-Christine fait partie du canton de Chemillé-Melay et de l'arrondissement de Cholet.

## Population et société

### Évolution démographique
L'évolution du nombre d'habitants est connue à travers les recensements de la population effectués dans la commune depuis 1793. À partir du 1er janvier 2009, les populations légales des communes sont publiées annuellement dans le cadre d'un recensement qui repose désormais sur une collecte d'information annuelle, concernant successivement tous les territoires communaux au cours d'une période de cinq ans. 
Pour les communes de moins de 10 000 habitants, une enquête de recensement portant sur toute la population est réalisée tous les cinq ans, les populations légales des années intermédiaires étant quant à elles estimées par interpolation ou extrapolation. Pour la commune, le premier recensement exhaustif entrant dans le cadre du nouveau dispositif a été réalisé en 2008,.
En 2013, la commune comptait 813 habitants, en évolution de +3,83 % par rapport à 2008 (Maine-et-Loire : +3,3 %, France hors Mayotte : +2,49 %).
| 1793 | 1800 | 1806 | 1821 | 1831 | 1836 | 1841 | 1846 | 1851 |
| ---- | ---- | ---- | ---- | ---- | ---- | ---- | ---- | ---- |
| 773  | 526  | 628  | 813  | 775  | 843  | 909  | 967  | 982  |

| 1856  | 1861 | 1866 | 1872 | 1876 | 1881 | 1886 | 1891 | 1896 |
| ----- | ---- | ---- | ---- | ---- | ---- | ---- | ---- | ---- |
| 1 006 | 943  | 935  | 869  | 872  | 841  | 791  | 742  | 661  |

| 1901 | 1906 | 1911 | 1921 | 1926 | 1931 | 1936 | 1946 | 1954 |
| ---- | ---- | ---- | ---- | ---- | ---- | ---- | ---- | ---- |
| 643  | 638  | 660  | 536  | 516  | 522  | 503  | 460  | 441  |

| 1962 | 1968 | 1975 | 1982 | 1990 | 1999 | 2008 | 2013 | - |
| ---- | ---- | ---- | ---- | ---- | ---- | ---- | ---- | - |
| 454  | 427  | 442  | 568  | 587  | 590  | 783  | 813  | - |

### Pyramide des âges
La population de la commune est relativement jeune. Le taux de personnes d'un âge supérieur à 60 ans (15,6 %) est en effet inférieur au taux national (21,6 %) et au taux départemental (21 %). Contrairement aux répartitions nationale et départementale, la population masculine de la commune est supérieure à la population féminine (52,1 % contre 48,4 % au niveau national et 48,6 % au niveau départemental).
| Hommes | Classe d’âge | Femmes |
| ------ | ------------ | ------ |
| 0,2    | 90 ans ou +  | 0,3    |
| 4,7    | 75 à 89 ans  | 5,6    |
| 9,1    | 60 à 74 ans  | 11,5   |
| 15,9   | 45 à 59 ans  | 16,3   |
| 21,8   | 30 à 44 ans  | 21,1   |
| 20,6   | 15 à 29 ans  | 22,7   |
| 27,7   | 0 à 14 ans   | 22,7   |

| Hommes | Classe d’âge | Femmes |
| ------ | ------------ | ------ |
| 0,4    | 90 ans ou +  | 1,2    |
| 6,3    | 75 à 89 ans  | 9,2    |
| 11,8   | 60 à 74 ans  | 13,0   |
| 19,9   | 45 à 59 ans  | 19,4   |
| 20,6   | 30 à 44 ans  | 19,5   |
| 20,3   | 15 à 29 ans  | 19,1   |
| 20,6   | 0 à 14 ans   | 18,6   |

### Vie locale
Sainte-Christine-en-Mauges dispose d'une école primaire (école privée mixte) ainsi que des structures d'accueil de petite enfance (Sos Nounous, 0/12 Enfance). Sont également disponibles sur la commune plusieurs commerces et services : épicerie, bar-tabac, coiffeur.
En sport, on y trouve un club de volley-ball, la Christina volley-ball.

### Manifestations culturelles et festivités
Diverses manifestations ont lieu chaque année, comme la fête de la fouace, dont 2017 en a été la 23e édition, ou la randonnée des œufs (pâques),.
Le Théâtre du Jeu en scène est une troupe de théâtre amateur présentant des spectacles de théâtre.

## Économie
Au XVIIIe siècle Sainte-Christine profite du développement de l’industrie textile. Si depuis elle n'est plus présente sur la commune, cette industrie est restée très présente dans la région.
Aujourd'hui l'économie locale est essentiellement tournée vers l'agriculture (élevage et cultures).
Sur 57 établissements présents sur la commune à fin 2010, 42 % relevaient du secteur de l'agriculture (pour une moyenne de 17 % sur le département), 7 % du secteur de l'industrie, 7 % du secteur de la construction, 33 % de celui du commerce et des services et 11 % du secteur de l'administration et de la santé.

## Culture locale et patrimoine

### Lieux et monuments
- Château du Planty (XVe siècle).
- Château du Martreil (XIXe siècle), avec parc paysager agricole dont une partie a été répertoriée par le Département au titre d'arbres remarquables[25], dont un cormier tri-centenaire[26].
- Église du XIXe siècle (1897-1899) de style néo-gothique, à l'emplacement d'une ancienne datant du XIIe[27].
- Croix de combat rappelant la dernière bataille d'Henri de La Rochejaquelin[27].

### Personnalités liées à la commune
Daniel Tremblay (1950-1985), plasticien angevin né à Sainte-Christine. Il a produit plus de 130 dessins, sculptures, bas-reliefs et installations. Ses œuvres sont présentes dans les collections du Centre Pompidou, du Musée d'art moderne de la Ville de Paris, du musée Guggenheim de New York, des musées de San Diego, Cologne, Stockholm. Le musée des Beaux-Arts d'Angers lui a consacré une exposition en avril 2009.